# George Keyt
George Keyt (17 avril 1901 - 31 juillet 1993) est souvent  considéré comme le peintre srilankais le plus important du XXe siècle,.
Autodidacte, il a été inspiré par la tradition bouddhiste, l'art décoratif indien et la peinture moderne de Picasso et de Matisse. Les Jātakas sont un thème récurrent dans bon nombre de ses œuvres.

## Biographie
Keyt est né à Kandy, Sri Lanka (alors Ceylan) dans une famille burgher et a étudié au Trinity College (Kandy), une institution coloniale d'élite modelée sur le système scolaire britannique. Son comportement anti-autoritaire l'amène cependant à quitter l'école en 1919 et à étudier à la maison. Les centres d'intérêt du jeune Keyt sont alors la littérature et la poésie.

### Bouddhisme et hindouisme
Le charme de l'ancienne capitale Kandy et son aura bouddhiste exerceront une influence forte et durable sur la production artistique et littéraire de Keyt. Vivant près du temple Malwatta, l'artiste est de plus en plus attiré par la philosophie bouddhiste srilankaise, ce qui l'amène à défendre la cause du renouveau bouddhiste.
Cet intérêt pousse Keyt à rejeter les valeurs culturelles occidentales dans lesquelles il a été élevé. Il explore également la mythologie hindoue et les œuvres littéraires indiennes ce qui l'amène à tisser des liens étroits avec la vie culturelle de l'Inde, où il vit de longues et courtes périodes de 1939 à la fin des années soixante-dix.

### Le poète
Keyt est également considéré comme l'un des poètes srilankais les plus influents. Sa contribution littéraire la plus remarquable  (qu'il a aussi illustrée) est la traduction de la Gita Govinda, l'une des grandes épopées amoureuses du monde, en anglais et en singhalais. Il a également traduit de la poésie populaire et classique singhalaise et publié des recueils de contes populaires singhalais, également illustrés par lui-même,.

### Le peintre

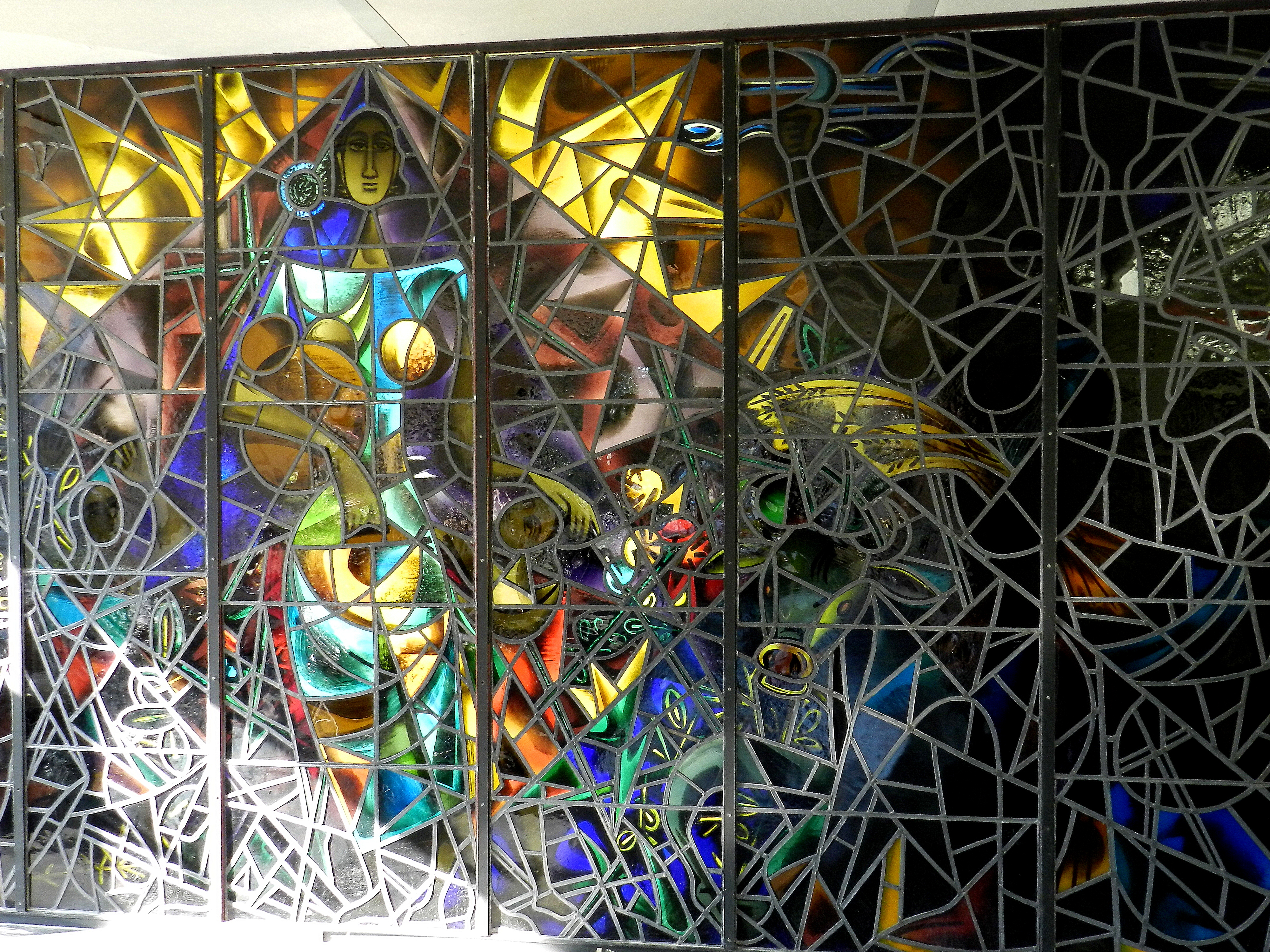
Lanka Mata, vitrail de George Keyt, pavillon du Ceylan à l’Expo 67 et Maison de la culture Marie-Uguay à Montréal

Ce n'est qu'en 1927, à l'âge de 26 ans, que Keyt se voue à la peinture. C'est grâce à l'un de ses amis de longue date, le photographe Lionel Wendt que Keyt rencontre le peintre anglais Charles Freegrove Winzer (1886-1940). Arrivé à Sri Lanka en 1921 en tant qu'inspecteur pour l'art attaché au département de l'éducation auprès du gouvernement de Ceylan, Winzer présente dans le pays les dernières tendances européennes. Il fonde le Ceylon Art Club qui s'oppose à l'officielle et victorienne Ceylon Society of Arts. Les expositions annuelles du Ceylon Art Club sont le lieu d'importants accrochages de peintres qui débutent comme George Keyt, Geoffrey Beling, Justin Daraniyagala et Harry Pieris.
Keyt s'initie ainsi aux courants les plus récents de l'art européen, à commencer par le cubisme. En outre, il acquiert des connaissances concrètes dans ce domaine grâce à des reproductions d'œuvres de Matisse, Picasso, Braque ou Léger, publiées entre autres dans les exemplaires de Cahiers d'art que Wendt fait circuler.
Keyt marie les pratiques européennes modernes avec les anciennes techniques de fresques sud-asiatiques trouvées à Ajanta et Sigirya. Le sujet de Keyt est largement enraciné dans la tradition locale, représentant des bâtiments et des paysages indigènes, des villageois, des danseurs, des commerçants et des dieux souvent tirés des mythologies hindoue et bouddhiste,.
Keyt est un membre fondateur du Groupe 43 qui regroupe les artistes indépendants srilankais, reconnus aujourd'hui comme parmi les meilleurs représentants en Asie du modernisme du milieu du XXe siècle. Keyt en est l'un des principaux peintres, avec Ivan Peries, Justin Daraniyagala et Harry Pieris,. Keyt, Pieris et Wendt sont également connus pour leurs efforts de vulgarisation de la danse kandyenne et d'autres formes de danse srilankaise,.
L'artiste expose principalement en Inde et à Sri Lanka, ainsi que dans les grandes capitales occidentales. Ses tableaux se retrouvent dans divers musées et galeries à l'étranger, ainsi que dans des collections privées à Sri Lanka et dans le monde.